# Liste der Naturdenkmale in Neusalza-Spremberg
Die Liste der Naturdenkmale in Neusalza-Spremberg umfasst Naturdenkmale der sächsischen Kleinstadt Neusalza-Spremberg.

## Definition
„Naturdenkmäler sind rechtsverbindlich festgesetzte Einzelschöpfungen der Natur oder entsprechende Flächen bis zu fünf Hektar, deren besonderer Schutz erforderlich ist
1. aus wissenschaftlichen, naturgeschichtlichen oder landeskundlichen Gründen oder
2. wegen ihrer Seltenheit, Eigenart oder Schönheit.“

„§ 18 – Naturdenkmäler – (zu § 28 BNatSchG)
(1) Die Erklärung nach § 22 Abs. 1 BNatSchG von Teilen von Natur und Landschaft als Naturdenkmal erfolgt durch Rechtsverordnung oder Einzelanordnung.
(2) Über § 28 Abs. 1 BNatSchG hinaus können Naturdenkmäler zur Sicherung von Lebensgemeinschaften oder Lebensstätten von im Bestand gefährdeten oder streng geschützten Arten festgesetzt werden.“

## Naturdenkmale
Diese Auflistung unterscheidet zwischen Flächennaturdenkmalen (FND) mit einer Fläche bis zu 5 ha (bei Verordnung nach DDR-Recht auch mehr) und Einzel-Naturdenkmalen (ND).
Link zu einem Kartenansichtstool, um Koordinaten zu setzen.
| Bild | Bezeichnung                                    | Lage                                                 | Beschreibung | Datum | Nummer |
| ---- | ---------------------------------------------- | ---------------------------------------------------- | ------------ | ----- | ------ |
| BW   | 2 Fichten am „Tannenhof“                       | Neusalza-Spremberg (51° 3′ 25,3″ N, 14° 31′ 58,2″ O) | ND           |       |        |
| BW   | Bei den großen Buchen                          | Niederfriedersdorf (51° 2′ 17,2″ N, 14° 34′ 1,6″ O)  | FND          |       |        |
| BW   | Das Richterflössel (südlich der Froschmühle)   | Niederfriedersdorf (51° 0′ 44,6″ N, 14° 32′ 40,5″ O) | FND          |       |        |
| BW   | Das Richterflössel (südlich des Ziegelteiches) | Niederfriedersdorf (51° 1′ 9,9″ N, 14° 32′ 36,7″ O)  | FND          |       |        |
| BW   | Die hohen Tannen                               | Niederfriedersdorf (51° 2′ 30,4″ N, 14° 33′ 48,8″ O) | FND          |       |        |
| BW   | Feuchtwiese am Richterflössel                  | Niederfriedersdorf (51° 1′ 7″ N, 14° 32′ 37,5″ O)    | FND          |       |        |
| BW   | Kothe                                          | Neusalza-Spremberg (51° 2′ 34,7″ N, 14° 33′ 14″ O)   | FND          |       |        |
| BW   | Vielstämmige Winter-Linde am Ziegelteich       | Niederfriedersdorf (51° 1′ 26,8″ N, 14° 32′ 34,9″ O) | ND           |       |        |
| BW   | Walnussbaum an der Talstraße 40                | Neusalza-Spremberg (51° 2′ 23,6″ N, 14° 31′ 57,2″ O) | ND           |       |        |

## Aufgehobene Naturdenkmale
Diese Auflistung unterscheidet zwischen Flächennaturdenkmalen (FND) mit einer Fläche bis zu 5 ha (bei Verordnung nach DDR-Recht auch mehr) und Einzel-Naturdenkmalen (ND).
Link zu einem Kartenansichtstool, um Koordinaten zu setzen.
| Bild | Bezeichnung              | Lage                                               | Beschreibung         | Datum | Nummer |
| ---- | ------------------------ | -------------------------------------------------- | -------------------- | --- | ------ |
| BW   | Lindenallee am Rittergut | Niederfriedersdorf (51° 1′ 54″ N, 14° 33′ 11,9″ O) | ND von 1980 bis 2020 | Der Baumbestand ist gemäß § 2 des Sächsischen Denkmalschutzgesetzes bereits ausreichend geschützt. Ein zusätzlicher Schutz nach § 28 Bundesnaturschutzgesetz ist nicht erforderlich. |        |